# 온양시·아산군
온양시·아산군은 대한민국의 옛 국회의원 선거구이다. 당시 충청남도 온양시와 아산군 지역을 관할했다.

## 역사
1986년 1월, 아산군 온양읍이 온양시로 승격되었다. 제13대 국회의원 선거를 앞두고 천안시·천원군·아산군 선거구에서 분리되면서 신설되었다.
1995년 1월, 온양시와 아산군이 통합되면서 통합 아산시가 출범했다. 이에 제15대 국회의원 선거를 앞두고 아산시 선거구로 개편되었다.

## 역대 국회의원
| 선거   | 정당 | 정당       | 의원   |
| ------ | ---- | ---------- | ------ |
| 1988년 |      | 통일민주당 | 황명수 |
| 1992년 |      | 민주자유당 | 황명수 |

## 역대 선거 결과

### 대한민국 제13대 국회의원 선거
|  | 47.34% |

|  | 37.76% |

|  | 10.65% |

|  | 3.49% |

|  | 0.74% |

### 대한민국 제14대 국회의원 선거
|  | 43.30% |

|  | 39.81% |

|  | 11.70% |

|  | 2.62% |

|  | 1.76% |

|  | 0.79% |